# Synodontis pleurops
Synodontis pleurops (Синодонтіс носатий) — вид риб з роду Synodontis родини Пір'явусі соми ряду сомоподібні.

## Опис
Загальна довжина сягає 32,5 см. Спостерігається статевий диморфізм: самиці більші за самців. Голова велика (порівняно з іншими видами свого роду), стиснута з боків. Морда витягнута. Очі дуже великі. Рот у нижній частині голови. На верхній щелепі зуби короткі, конусоподібні; на нижній — S-подібної форми. Губи з липкими сосочками, що утворюють своєрідну присоску. Є 3 пари вусів, з яких 1 пара на верхній щелепі є довгими, тягнуться до грудних плавців. Тулуб масивний, присадкуватий, сильно стиснутий з боків. Передній край першого променя спинного та грудних плавців зазубрений. Спинний плавець високий, з короткою основою. Грудні плавці витягнуті. Черевні плавці маленькі. Жировий плавець невеличкий. Хвіст виделкуватий.
Тіло золотаве з шоколадним візерунком. Крайні промені хвостового плавця облямовано чорними стрічками. Самці яскравіші за самиць.

## Спосіб життя
Є бентопелагічною рибою. Зустрічається в річках з помірною течією та піщано-мулистим ґрунтом. Утворює невеличкі косяки. Вдень ховається серед уламків дерев або скель, під корчами. Живиться личинками комах, молюсками.
Статева зрілість настає у 3 роки при довжині 10 см. Нерест груповий: 1 самиця та декілька самців.
Тривалість життя становить 12 років.

## Розповсюдження
Мешкає у верхів'ях басейну річки Конго — в межах Камеруну, Республіки Конго, Демократичної Республіки Конго.